# HD 43899
HD 43899，又名CD-37 2707，SAO 196653、HR 2263，是一颗恒星，视星等为5.53，位于銀經245.05，銀緯-22.61，其B1900.0坐标为赤經6h 13m 37s，赤緯-37° -22.61′ 9″。